# Brainstore
Brainstore foi uma editora brasileira de quadrinhos, fundada em 1999 por Eloyr Pacheco. Tornou-se conhecida por publicar principalmente quadrinhos adultos, especialmente os da Vertigo, selo adulto da editora norte-americana DC Comics. Diversas publicações da editora ganharam o Troféu HQ Mix. Em 2005, após uma invasão à sede da editora que fez com que se perdessem arquivos de todos os trabalhos então em produção, ela encerrou suas atividades.